# Lutz Otte
Lutz Otte (* April 1959 in Solingen) ist ein deutscher Softwareentwickler und Buchautor.
Otte arbeitete 2007 bei der Schweizer Bank Julius Bär, wo er unter anderem Datensätze von rund 2700 deutschen Kunden illegal kopierte und für 1,1 Mio. Euro an deutsche Steuerbehörden verkaufte (siehe Steuersünder-CD). Im Juli 2012 wurde Otte an seinem Arbeitsplatz festgenommen. Später wurde er angeklagt; im August 2013 verurteilte ihn das Schweizer Bundesstrafgericht zu 36 Monaten Gefängnis, wobei die Hälfte der Strafe auf Bewährung ausgesetzt wurde.
2015 sendete die ARD in der Reihe Die Story im Ersten die Dokumentation Der große Steuerbetrug – Die Erlebnisse des Whistleblowers Lutz Otte von John A. Kantara.
Angelehnt an die Geschehnisse verfasste er ein belletristisches Buch, das 2015 erschien.
Otte lebt seit seiner Haftentlassung in Deutschland.

## Veröffentlichung
- Schwarzgeld. Eine fast wahre Geschichte von Steuerbetrug und Wirtschaftsspionage in der Schweiz. Edition Temmen, Bremen 2015, ISBN 978-3-8378-4046-9.